# Šege življenjskega kroga v slovenski Istri
Šege življenjskega kroga v slovenski Istri so krst, poroka in smrt.

## Krst
Krst spada med prve življenjske šege. Otroka so nesli h krstu takoj po rojstvu. H krstu ga je nesla šantla, spremljal jo je šantlo , ter otrokov oče. Mati ni smela prisostvovati pri krstu, saj je veljalo, da mora obrodnica  še štirideset dni po porodu ostati doma. Če bi v tem času zbolela, bi po verovanju ostala bolna celo življenje. Prav tako bi jo lahko vidle štrige , ki bi škodovale njej in otroku. Otrok je bil povit v belo plenico, oblečen v fruštanjevo srajčko , na glavi pa je imel beretco. Botra je otroka nesla v prtu ud krsta. Prt je bil različno okrašen, glede na spol. Fantki so imeli moder prt, dekleta pa rožnat. Otrok je ležal na botrini levi roki, če je bila zima, so ga še dodatno pokrili s šajćlonom. povit je bil cel, tako da so bile skrite tudi rokice pod belim povojem. Verjeli so, da se otroka ni smelo nesti iz hiše, ko se padel mrak, sicer bi otroka vzel zli duh Mrak. Darilo botrov je bil plenjer  kornetov ali kilogram sladkorja, porodnici pa so postregli s kurjo juho. 

## Poroka
Poroka je vedno veljala za poseben dogodek, zato so jo vedno spremljale velike priprave. Prvi pomemben dogodek, je bilo nevestino slovo od dekliškega stanu in ženinovo od fantovskega. Prav tako je bil velik dogodek, nevestina selitev iz domače vasi na novi dom. V Istri, je bil čas zaljubljenosti do poroke zelo kratek. Dekleta so želela le kratko zaroko, tako, da sta lahko šla skupaj na nekaj plesov in v časih pred poroko užila še preostanek  življenja. Dekle ni imelo vedno možnost poročiti želenega fanta, saj se je pogosto dogajalo da so ji ga določili starši. Če se je dekle lahko izognilo poroki, je snubca zavrnila. Za ženina, nevesto ter njuno družino so takrat uporabljali posebna imena (Nevesta-novica, ženin-nović).
Starši, veliki oća in velika mati,soma pripravijo gostijo, obred pa vodita strežnika. Neveste so bile oblečene kakor za praznike, najprej bundante , buštin , na katerem so bile prišite manigete . Čez je imela oblečeno srajco, ki je imela široke rokave. Čez srajco, je imela oblečeno široko nabrano, v spodnjem delu čipkasto krilo. Nad krilo je oblekla kamižot, okrog ramen pa je imela fečo, ki je bila zataknjena za pas travese. Za okras je imela na levi strani predpasnika pripeto fjok, na prsih pa rožo. Na glavi je imel ruto. Oblečene je bila v bele hlače  in v škrpine. Ženin je imel temno modre ali rjave brgeše, ki so bile sešite doma. Segale so čez koleno, ob strani so bile preklane, okrašene pa z betončići. Bela srajca je bila iz kvalitetnega blaga, s pokončnim ovratnikom, nabranimi rokavi in pjetincami  na prsih. Vrhu srajce je imel oblečeno kamižolin , na glavi pa je imel klobuk. Obut je bil v hlačne predence  in črne usnjene čevlje. 
Nevesta se je pred poroko od sorodnikov, prijateljev in znancev poslovila tako, da je vsakemu dala v dar kolač, boljši praznični kruh, ki je bil posebno okrašen. Za premožnejšo nevesto so spekli tudi do tristo kolačev. Nekaj dni pred poroko so organizirali prevoz nevestinih stvari. Voz so vlekli najlepši in najmočnejši istrski voli. Nevestini fantje so prevoznikom na poti postavljali ovire, ki so jih morali plačati, da so jih odstranili. Prevoznike so ovirali tudi tako, da so jim skušali vzeti, kakšen pomemben dela voza, tako da bi bila vožnja otežena. Sama nevesta je dobila v roko škorjado, in morala sama pognati vole. Če se voz ni premaknil, so prisotni očitali ženinu, da si je izbral slabo nevesto. Fant, ki je poskrbel za prevoz bale, je nevesta podarila kolač in par hlač. Vsaka neveste je morala k hiši prinesti golido s pokrovom za pitno vodo, plenjer, železo in kvadro. Ko je »ohcetarij« prišel po nevesto, na poročni dan zjutraj, je ženin skupaj z nevesto pokleknil pred njena starša, da sta ju blagoslovila. Bodoča zakonca sta v cerkev odšla s svojimi svati, spremljala ju je skoraj vsa vas. Po končanem obredu sta duhovnik in mežnar dobila vsak svoj kolać.

## Smrt
V Istri je zelo malo mrliških vežic. Zato je navada, da mrlič leži do pogreba doma, v odprti krsti. Če pa pokojni umre v bolnici, nekaj ur pred pogrebom leži v kapeli ali v cerkvi. Ob krsti se zberejo sorodniki, prijatelji in bližnji znanci. Pokojnika kropijo, molijo in se med seboj pogovarjajo. Vsaka smrt poveže družino in vaško skupnost. Starejši ljudje želijo biti pokopani v obleki, ki so jo izbrali že dolgo pred smrtjo. Nekateri so si izbrali celo poročno obleko, tako da je šla najlepša obleka z njimi v grob. Sorodniki vedno upoštevajo te želje. Včasih so mrliča obuli v posebne platnene copate. Moškim so dali s seboj tudi klobuk, ženske pa so imele pod brado zavezane rute. Vsi stroški morajo biti poravnani, nihče ne sme ostati nobenemu nič dolžan. Če bi se to slučajno zgodilo, bi se »mrtu hodu vicat«, vse dokler nebi bili poravnani vsi stroški oz. dolgovi. Nakit, ki ga je pokojni imel je velikokrat namenil svojcem, saj bi jim v nasprotnem primeru nakit vzeli. Preden so mrliča položili v krsto, so ga nekoč, pokrili s posebnim belim pregrinjalom, ki ga je morala imeti vsaka istrska nevesta. Ponekod po Istri so pokojnika objokovali. Objokovale so ga sorodnice, ali pa so objokovalke najeli. Po navadi so se domači zmenili, kaj bo objokovalka govorila. Običajno je v vezani besedi pripovedovala pokojnikove zasluge in vrline. Ljudsko izročilo, da se od mrtvega poslavljajo ob odprti krsti, ima zelo velik pomen, zato so v tamkajšnjih krajih žarni pogrebi skoraj neznani. Maša se vedno izvaja na dan pogreba.